# Cake (série de televisão de 2019)
Cake é uma série de televisão de antologia de animação adulta/live-action americana que estreou no FXX em 25 de setembro de 2019. A série apresenta uma variedade de comédias curtas.
A segunda temporada estreou em 5 de março de 2020. A terceira temporada estreou em 9 de julho de 2020. A quarta temporada estreou em 11 de março de 2021. A quinta temporada estreou em 30 de setembro de 2021.

## Visão geral
Os episódios da série consistem em vários segmentos curtos, tanto em live-action quanto de animação. Cada episódio contém uma minissérie "âncora" de duração da temporada com vários outros curtas preenchendo o tempo restante. A primeira temporada foi descrita pelo criador como semelhante em tom a (500) Days of Summer, com a segunda temporada tendo uma vibe de comédia mais tradicional. Os destaques da série incluem "Oh Jerome, No", "Quarter Life Poetry", "Drifters", "Two Pink Doors", "Shark Lords" e "Walt".

## Segmentos recorrentes

### Live-action
Oh Jerome, No
Considerada a "série âncora" da primeira temporada e a única com continuidade entre os episódios. Esses curtas seguem o supersensível Jerome (Mamoudou Athie) em sua busca pelo amor. Escrito e dirigido por Teddy Blanks e Alex Karpovsky, é uma adaptação e continuação de seu curta-metragem de 2016 de mesmo nome. Apresenta música original de Natalie Prass.
Quarter Life Poetry
Uma exploração das lutas de uma jovem em sua vida social e profissional. Alguns dos episódios apresentam palavras faladas ou elementos musicais. Escrito, estrelado e criado por Samantha Jayne. Quarter Life Poetry originou-se como uma coleção de poemas curtos que Jayne postou no Instagram que foram publicados como livro em 2016.
Two Pink Doors
Uma série de vinhetas sobre os acontecimentos em duas residências vizinhas. Criado e dirigido por Phil Burgers; produzido por Abso Lutely Productions.
Shark Lords
O segmento predominante na segunda temporada documenta um entusiasta de esportes radicais e sua equipe de apoio enquanto tentam copular com um tubarão. Criado por Alex Anfanger e Dan Schimpf. Com Alex Anfanger, Ditch Davey, Deb Filler, Hayley Magnus e Rhys Mitchell.
Greetings From Florida
Escrito e dirigido por Tyler Falbo.

### Animação
Joe Bennett Collection
Dirigido e animado por Joseph Bennett.
Symphony No. 42
Escrito, dirigido e desenhado por Réka Bucsi, baseado no curta-metragem de 2014 de mesmo nome.
Psychotown
Criado por Dave Carter e Nikos Andronicos.
Drifters
Conversas de várias criaturas aquáticas. Direção de Gustaf Lindström.
Tree Secrets
Árvores antropomórficas discutem temas como drogas psicodélicas e travestis. Escrito, dirigido e produzido por Justin Michael e Harry Chaskin.
Stzap
Dirigido e animado por Hugo De Faucompret, Pierre Pinon e Caroline Cherrier.
Walt
Criado por Greg Yagolnitzer.
Dicktown
Criado e estrelado por John Hodgman e David Rees. Exibido como um segmento na 3ª temporada de Cake; posteriormente transmitido como uma série distinta a partir de 2022 (com os segmentos de Cake reclassificados como sua primeira temporada).
Swan Boy
Adicionado na quinta temporada. Criado e estrelado por Branson Reese, baseado em seu webcomic de mesmo nome.
Poorly Drawn Lines
Adicionado na quinta temporada e baseado na webcomic de mesmo título de Reza Farazmand. O elenco de voz inclui D'Arcy Carden como Tanya, Ron Funches como Kevin e Tony Revolori como Ernesto.

## Episódios
| Temporada | Temporada | Episódios | Episódios | Originalmente exibido  | Originalmente exibido  |
| Temporada | Temporada | Episódios | Episódios | Estreia da temporada   | Final da temporada     |
| --------- | --------- | --------- | --------- | ---------------------- | ---------------------- |
|           | 1         | 8         | 8         | 25 de setembro de 2019 | 13 de novembro de 2019 |
|           | 2         | 10        | 10        | 5 de março de 2020     | 30 de abril de 2020    |
|           | 3         | 10        | 10        | 9 de julho de 2020     | 3 de setembro de 2020  |
|           | Especiais | 8         | 8         | 2 de janeiro de 2020   | 27 de agosto de 2020   |
|           | 4         | 9         | 9         | 11 de março de 2021    | 29 de abril de 2021    |
|           | 5         | 10        | 10        | 30 de setembro de 2021 | 9 de dezembro de 2021  |

## Lançamento internacional
No Canadá, em vez de ir ao ar na versão canadense do FXX, as três primeiras temporadas foram lançadas no Disney+ através do hub Star em 22 de fevereiro de 2021. Na América Latina, a série foi lançada no Star+ em 31 de agosto de 2021. Na Austrália e Nova Zelândia, 4 temporadas estão disponíveis para transmissão no Disney+.